# Myrmica ereptrix
Myrmica ereptrix är en myrart som beskrevs av Bolton 1988. Myrmica ereptrix ingår i släktet rödmyror, och familjen myror. IUCN kategoriserar arten globalt som sårbar. Inga underarter finns listade i Catalogue of Life.